# 용두어린이영어도서관
용두어린이영어도서관(Yongdu Children's English Public Library)은 서울특별시 동대문구 소재의 공공 도서관이다. 동대문구 동(洞) 통폐합 추진에 따라 폐지청사인 용두2동 청사를 리모델링하여 설립된 동대문구 최초의 영어특성화 도서관으로, 서울특별시 동대문구 용두동에 위치하고 있다.

## 연혁
- 2012년 2월 6일 ~ 2012년 2월 16일 시범 운영
- 2012년 3월 14일 개관
- 2015년 12월 21일 2015년 서울시 공공도서관 육성발전 표창 수상
- 2016년 8월 RFID 시스템 구축

## 건축규모
- 대지 : 216.8m2
- 건물 : 600.09m2

## 시설현황
- 지상 5층 : 용두어린이영어도서관(강의실, 사무실)
- 지상 4층 : 용두어린이영어도서관(아동열람실, 멀티미디어룸)
- 지상 3층 : 용두어린이영어도서관(유아열람실. 스토리텔링룸)
- 지상 1~2층 : 우리동네키움센터 동대문1호점

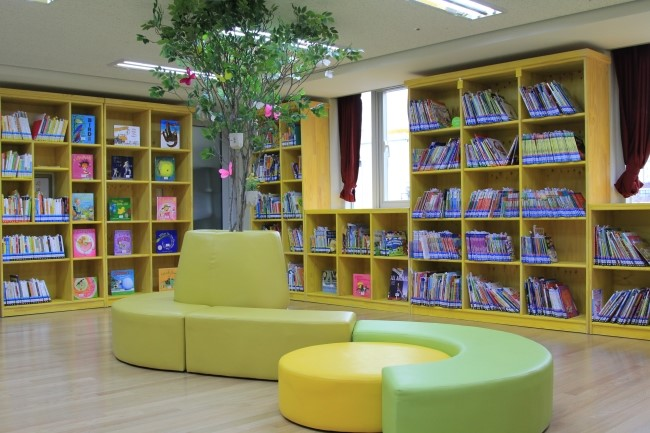
3층 유아열람실
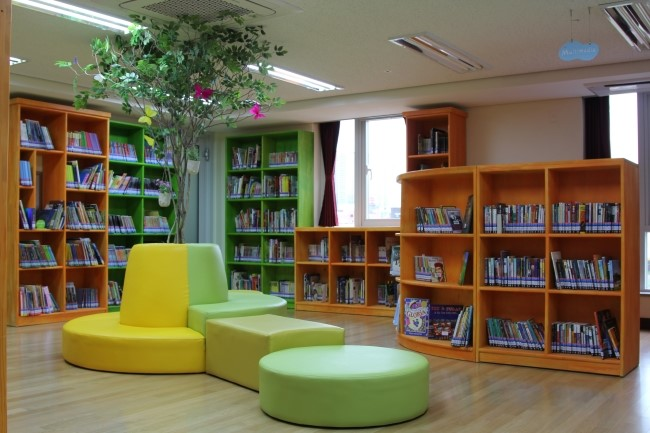
4층 아동열람실
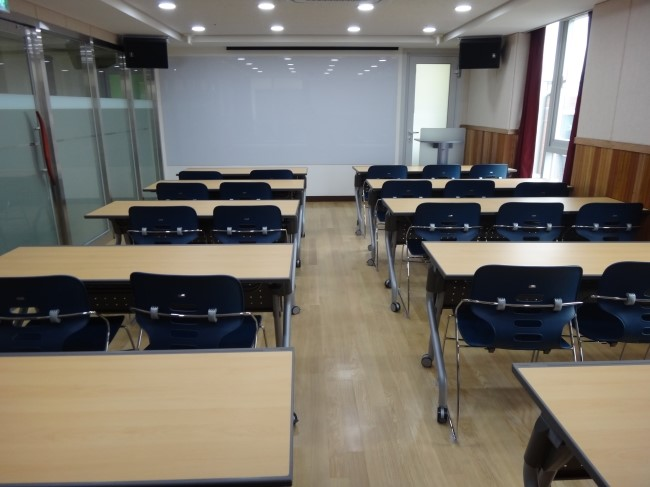
5층 강의실